# The third quartet
The third quartet is een studioalbum van John Abercrombie. Abercrombie had gedurende de jaren hiervoor al in diverse kwartetsamenstellingen albums opgenomen. Onderstaande musici vormden in die reeks zijn derde kwartet. Het album is tevens het derde album dat dit kwartet opnam. Het is opgenomen in de Avatar Studios te New York.  

## Musici
- John Abercrombie – gitaar
- Mark Feldman – viool
- Marc Johnson – contrabas
- Joey Baron – slagwerk

## Muziek
| Nr. | Titel                        | Duur |
| --- | ---------------------------- | ---- |
| 1.  | Banshee (Abercrombie)        | 5:53 |
| 2.  | Number 9 (Abercrombie)       | 5:30 |
| 3.  | Vingt six (Abercrombie)      | 4:24 |
| 4.  | Wishing bell (Abercrombie)   | 8:19 |
| 5.  | Bred (Abercrombie)           | 7:08 |
| 6.  | Tres (Abercrombie)           | 6:14 |
| 7.  | Round trip (Ornette Coleman) | 5:03 |
| 8.  | Epilogue (Bill Evans)        | 5:18 |
| 9.  | Elvin (Abercrombie)          | 8:27 |
| 10. | Fine (Abercrombie)           | 3:23 |